# Adriatica
Adriatica ist eine ehemalige italienische Motorradmarke, die insbesondere in den 1970er und 1980er Jahren mit Chassis in der Motorrad-Weltmeisterschaft erfolgreich war. Das Team wurde von Giuliano und Alvaro Vernocchi geleitet und war von 1973 bis 1989 aktiv. Besonders bekannt waren die 350-cm³-Modelle, die in der Motorrad-WM eingesetzt wurden.

## Geschichte
Giuliano und Alvaro Vernocchi betrieben unter dem Namen ihrer Landmaschinenfirma Adriatica ein Rennteam. Sie beauftragten den niederländischen Ingenieur Jan Witteveen mit dem Bau eines 250-cm³-Motors, der in ein von Alessandro Strada und Dervis Macrelli entwickeltes Chassis eingebaut wurde.
Der Franzose Éric Saul und der US-Amerikaner Randy Mamola fuhren 1979 eine Bimota-Adriatica mit einem Yamaha-YB3-350-cm³-Motor mit beachtlichem Erfolg in der 350er-Klasse der Motorrad-Weltmeisterschaft. Saul gelang beim Großen Preis von Großbritannien in Silverstone die Pole-Position und beim Großen Preis von Frankreich in Le Mans die schnellste Rennrunde. Die beste Platzierung in einem Rennen erreichte Saul mit Rang fünf beim Großen Preis der Tschechoslowakei auf dem Masaryk-Ring in Brünn. Mamolas Erfolge wurden vor allem durch das Fehlen geeigneter Bremsen für seinen Fahrstil eingeschränkt. Dieses und weitere Probleme veranlassten ihn, das Team nach der Saison zu verlassen.
In der Saison 1980 trat Walter Villa für das Team in der 250er- und der 350er-Klasse der WM an. Beim 350-cm³-Lauf um den Großen Preis der Nationen in Misano erreichte er hinter Johnny Cecotto und Massimo Matteoni Rang drei; die WM schloss er als Neunter ab.
Nach dem Rennsport blieb das Unternehmen bis etwa 1989 aktiv, obgleich ohne weitere internationale Präsenz.